# Henry Antes House
Henry Antes House je historická budova v Upper Frederick Township v Pensylvánii. Je umístěn na Colonial Road.
Byl navržen a postaven Henrym Antesem v roce 1736. Je příkladem německého třípokojového plánu domu. Dům je neobvyklý zachovalou původní vnitřní povrchovou úpravou, včetně stropů a příček. Jeho stavitel, Henry Antes, nyní do značné míry neznámý, byl významnou regionální náboženskou a politickou osobností 18. století.
Za Americké války za nezávislost dům sloužil jako ústředí pro generála George Washingtona (23. září až 26. září 1777). Henryho syn, plukovník Philip Frederick Antes (1730-1801), byl důstojník u 6. filadelfské milice.
Nyní je ve vlastnictví Goschenhoppen Historians a přístupný po předchozí domluvě.
V roce 1975 byl objekt zařazen do National Register of Historic Places a roku 1992 do National Historic Landmark.